# Iriserende priemkever
De iriserende priemkever (Bembidion iricolor) is een keversoort uit de familie van de loopkevers (Carabidae). De wetenschappelijke naam van de soort werd in 1879 gepubliceerd door Ernest Marie Louis Bedel.